# 한강 (광둥성)

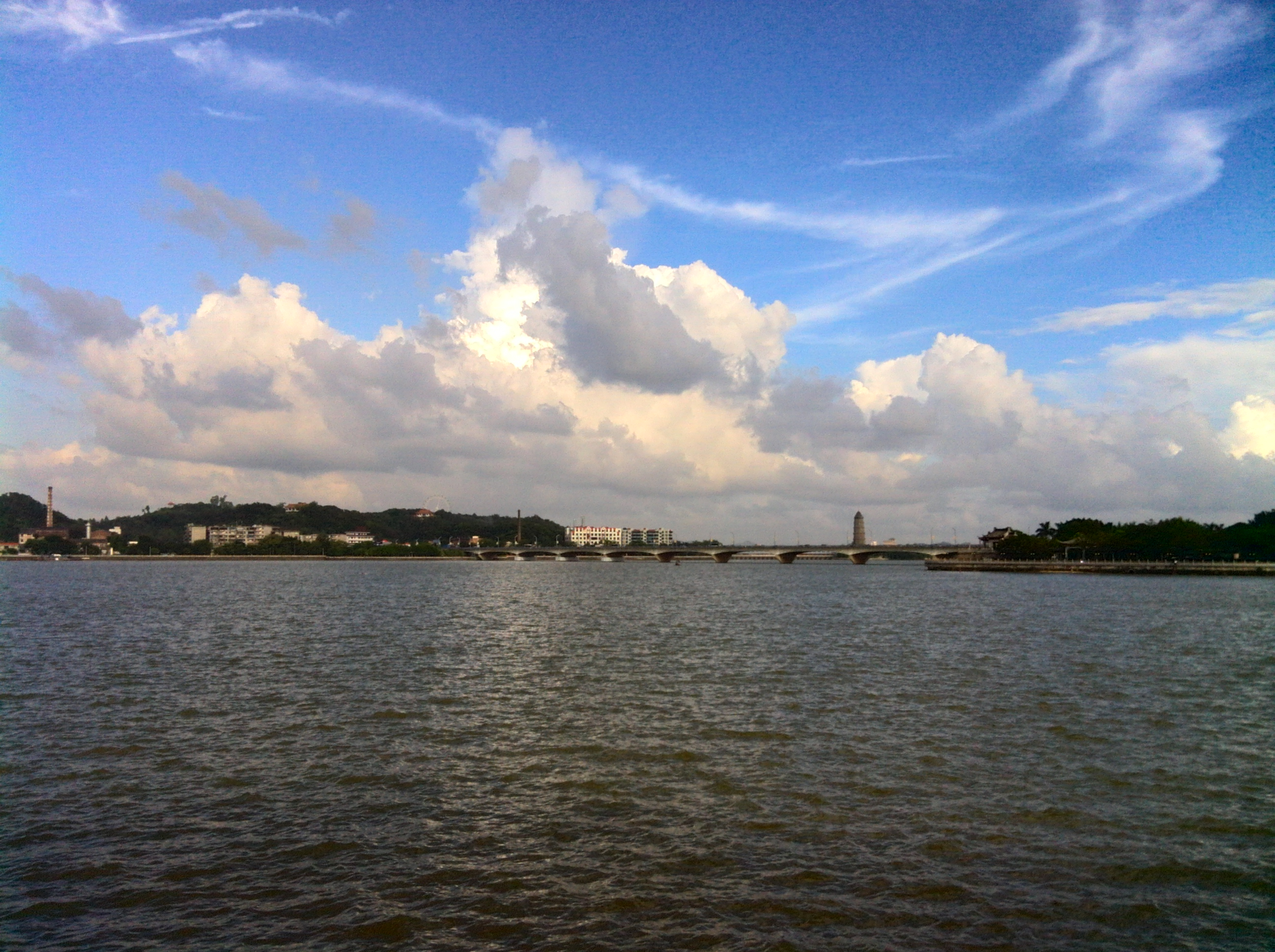
한강

한강(중국어 간체자: 韩江, 정체자: 韓江, 병음: Hán Jiāng, 표준어: 한장강)은 중화인민공화국의 광둥성 동부를 흘러 남중국해로 흘러 들어가는 큰 강이다. 일찍이 조주부 관할 지방(제양시, 산터우시, 차오저우시, 및 메이저우시의 다부현, 펑순현)의 만물의 근원인 강이다. 또 광둥성에서는 주강에 이어 큰 수계이다. 전체 길이는 410km이다.
한강의 상류는 장시성 남부·푸젠성 서부·광둥성 동부가 만나는 산악 지대(난링산맥)으로 세 개의 큰 지류가 있다. 광둥성 허위안시 쯔진현에서 출발하는 매강(305 km), 푸젠성 서부의 닝허현에서 출발하는 팅강(328 km), 푸젠성 서부의 핑허현에서 출발하는 메이탄허(137km)이다. 세 지류는 다푸현의 싼허바진에서 합류해 한강이 된다. 하류는 차오저우시에서 삼각주를 형성해 산터우시에서 바다로 들어간다.
예전에는 원수, 악계, 악계 등으로 불렸지만 송대 이후에 한강이 되었다. 한강이라는 이름은 조주 자사로서 좌천된 당대의 시인·정치가 한유가 이 땅을 위해 악어를 퇴치하고 학교를 세웠으며 토목공사를 실시해 노예를 해방하는 등 많은 공헌을 한 것을, 이 지방의 민중이 기념해 명명했다고 한다.